# Municipio de San José del Rincón
El municipio de San José del Rincón es uno de los 125 municipios del Estado de México, en México; se trata de una comunidad principalmente rural ubicada en la zona del valle de Quencio, que tiene una superficie de 492.25 km² y cuya cabecera municipal es la población de San José del Rincón Centro. Según el censo del 2010 tiene una población total de 100 082 habitantes. En este municipio se ubica el Santuario de la Mesa que forma parte de la Reserva de la biosfera de la Mariposa Monarca, que es uno de los cuatro Patrimonios de la Humanidad del Estado de México, declarado por la Unesco en 2008.

## Geografía

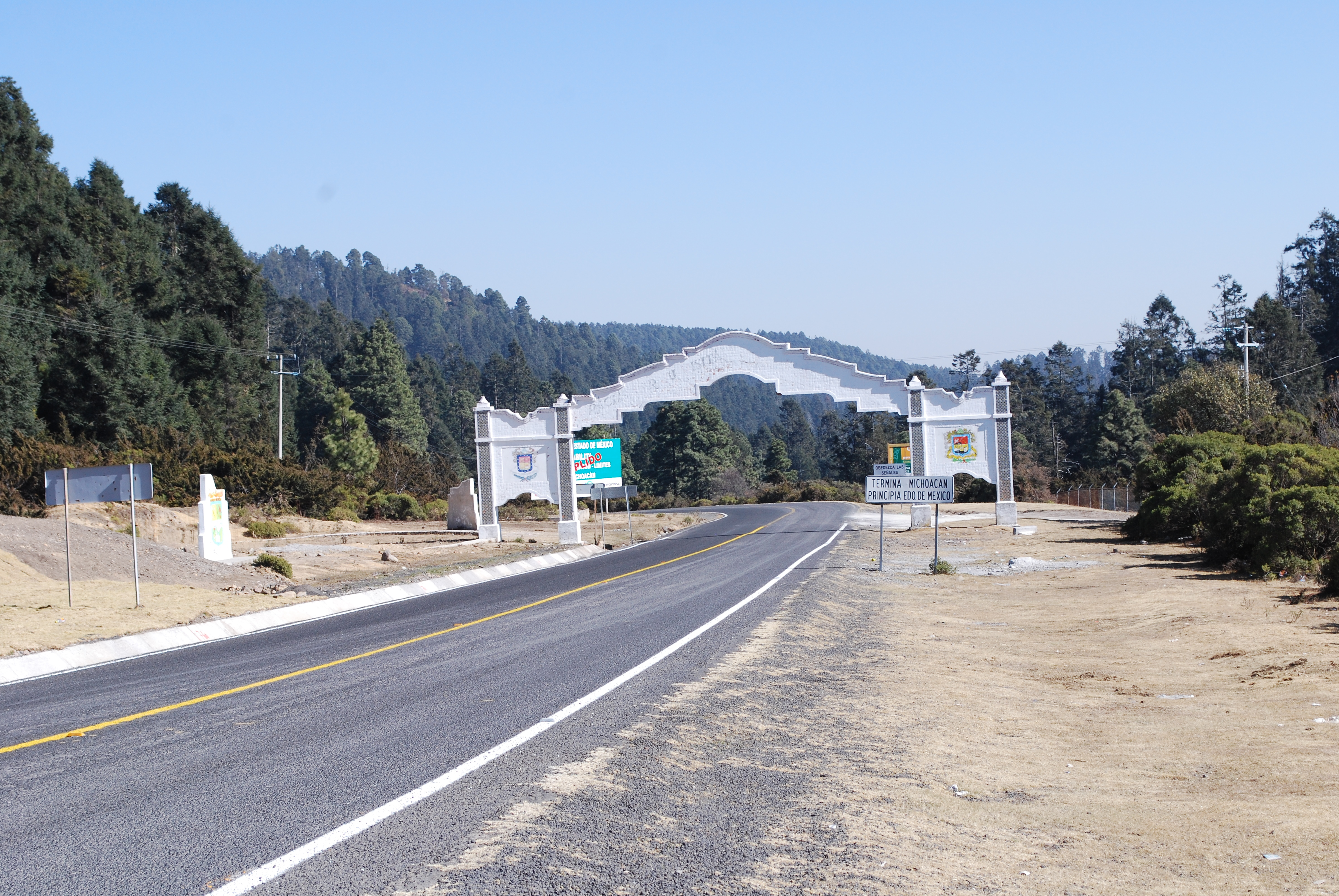
Reserva de la biosfera de la Mariposa Monarca.

Se ubica al oeste del estado y limita al norte con el Pueblo Mágico del El Oro; al sur con el municipio de Villa de Allende; al sureste con el municipio de Villa Victoria; y al este con el municipio de San Felipe del Progreso. También limita con varios municipios de Michoacán, al norte con Tlalpujahua; al suroeste con Zitácuaro;  al noroeste con Senguio; y al oeste con Ocampo y Angangueo.

## Historia
El grupo indígena predominante en San José del Rincón es el mazahua. Se trata de pobladores que a pesar del tiempo y de los cambios infraestructurales de la sociedad a la que pertenecen aún hoy en día promueven al interior de sus comunidades y grupos las tradiciones que desde hace siglos les han pertenecido. 
Es un municipio de reciente creación, ya que se fundó el 2 de octubre de 2002 con tierras pertenecientes al municipio de San Felipe del Progreso.
Ha sido gobernado una vez por el Partido Acción Nacional y cinco por el Partido Revolucionario Institucional. 

## Política y Gobierno
| Presidente municipal           | Periodo   |
| ------------------------------ | --------- |
| José Gaspar Granados Contreras | 2003-2006 |
| Juan José Bastida Gómez        | 2006-2009 |
| José Rangel Espinosa           | 2009-2012 |
| Sergio Alonso Velasco González | 2013-2015 |
| Jesús Rolando Rangel Espinosa  | 2016-2018 |
| María Elena Montaño Morales    | 2019-2021 |
| Ana María Vázquez Carmona      | 2022-2024 |

## Demografía
Según el censo del 2010 tiene una población total de 100,082 habitantes. De los cuales 49,033 son hombres y 51,049 son mujeres. 12,033 hablan lengua indígena Mazahua.

### Localidades
En el municipio de San José del Rincón se localizan un total de 125 localidades, siendo las principales y su población en 2010 las siguientes:
| Localidad                   | Población |
| Total Municipio             | 91,345    |
| San Jerónimo de los Dolores | 1,757     |
| San José del Rincón         | 1,638     |
| Llano Grande Jaltepec       | 1,610     |
| Yondece del Cedro           | 1,456     |
| Santiago Gigante Jaltepec   | 1,002     |

## Artesanías
La artesanía consiste en el trabajo manual con materias primas, generalmente de la región o localidad que habita el artesano, usando métodos y técnicas que son patrimonio inmaterial de su comunidad cultural específica.
Las obras de artesanía pueden tener distintos usos, que van desde el doméstico y ornamental, hasta los usos ceremoniales o simbólicos, o como vestuario o instrumentos de trabajo.